# Gregor Bernadett
Gregor Bernadett (Szeged, 1972. május 1. –) Jászai Mari-díjas magyar színésznő, érdemes művész.

## Élete
Gregor József Kossuth-díjas operaénekes és Belle Erzsébet tanárnő lányaként született.
1995-ben végzett a Színház- és Filmművészeti Főiskolán Horvai István és Kapás Dezső osztályában. 1996-tól a Nemzeti Színház, 2000-től a Pesti Magyar Színház tagja, 2012-ben az Újszínházhoz szerződött.
Szerepelt Varga Ferenc Fuss című dalának videóklipjében, és 2008-tól a Tornádó nevű együttes egyetlen női tagja. 
2018. szeptember 20-án, Rómában, az Európai Kultúra Napján ő alakította Fazekas István Pilátus éjszakája című történelmi drámájának főhősét, Claudia Proculát.

### Magánélete
Első férjétől, aki tüdőgyógyász volt, egy fia született (Bence). Második férje Gát György producer volt, akivel 9 hónapig voltak házasok. Harmadik férje Somogyi István, akitől másik fia született (Álmos), s 2013-ban, kilenc év után váltak el. 2014. augusztus 16-án kötött házasságot Szarvas Attilával, akitől közös megegyezéssel 2018. október 3-án elvált. Rövid ideig kapcsolatban élt Magyar Attila színművésszel.

## Konfliktusai
Gregor Bernadett 2011-ben beperelte Fábry Sándort és az RTL Klubot, amiért meggyalázták és hazugságokat mondtak róla. 2016 októberében ezt a pert jogerősen megnyerte.
2017 októberében azt nyilatkozta a HVG című lapnak, hogy földi pokolként emlékszik főiskolai éveire, művészi pályája kezdetén egy széken dideregve, szinte meztelenül ült a vizsgabizottság előtt, és ez a szituáció sokkot okozott neki.

## Filmek, sorozatok
- Tűzvonalban (4 epizód, 2010)
- Jóban Rosszban (2005–2009)
- Tibor vagyok, de hódítani akarok! (2006)
- A Szent Lőrinc folyó lazacai (2003)
- 7-es csatorna (35 epizód, 1999)
- TV a város szélén (8 epizód, 1998)
- Kisváros (1 epizód, 1997)
- Gálvölgyi szubjektív (1 epizód, 1995)
- A csikós (1993)
- Szomszédok (1 epizód, 1991)

## Színházi szerepei
- Bál a Savoyban
- Anconai szerelmesek (bemutató: 2005. január 18. Magyar Színház)
- Becket vagy Isten becsülete (bemutató: 2007. szeptember 28. Magyar Színház)
- Boldog Asztrik küldetése (bemutató: 2001. szeptember 21. Magyar Színház)
- Bolha a fülbe (bemutató: 2010. március 5. Szegedi Nemzeti Színház)
- Cigánykerék (bemutató: 2005. július 28. Margitszigeti Színpad)
- Családi ágy (bemutató: 2009. október 10. Komédium Színház)
- Dandin György, avagy a megcsúfolt férj (bemutató: 2008. június 30. Kastély Mákszínház)
- Deficit (bemutató: 2012. október 26. Újszínház)
- Döglött aknák (bemutató: 2013. február 8. Újszínház)
- Az édes teher (bemutató: 2005. április 2. Budaörsi Játékszín)
- Egy fekete és egy szőke (bemutató: 2007. november 23. Budaörsi Játékszín)
- Francia négyes, avagy négyen a kanapén (bemutató: Gergely Theáter)
- Házasságon innen, házasságon túl (bemutató: 2008. november 22. Magyar Színház)
- Háztűznéző (bemutató: 2009. március 6. Magyar Színház)
- Hókirálynő (bemutató: 2000. november 24. Szegedi Nemzeti Színház)
- A jó pálinka itassa magát! (bemutató: 2009. október 7. Budaörsi Játékszín)
- Júliusi éjszaka (bemutató: 2006. március 12. Budaörsi Játékszín)
- A kőszívű ember fiai (bemutató: 2008. március 16. Corvin Művelődési Ház)
- Krúdy-keringő (bemutató: 2004. július 27. Gyulai Várszínház)
- La Mancha lovagja (bemutató: 2001. február 9. Magyar Színház)
- Lüszisztráté (bemutató: 1999. október 15. Szigligeti Színház)
- Mert a mamának így jó (bemutató: Újszínház)
- Mirandolina (bemutató: 2004. március 5. Magyar Színház)
- Mona Marie mosolya (bemutató: 2012. július 24. Gergely Theáter)
- Nagyvizit (bemutató: 2014. január 31. Újszínház)
- Nejcserés támadás (bemutató: Gergely Theáter)
- A néma Levente (bemutató: 2005. augusztus 25. Éless-Szín)
- A néma levente (bemutató: 2002. szeptember 27. Magyar Színház)
- Nem élhetek muzsikaszó nélkül (bemutató: 2013. szeptember 20. Újszínház)
- A nők iskolája (bemutató: 2000. november 3. Magyar Színház)
- A nőuralom (bemutató: 2008. május 3. Gorsium (Szabadtéri Múzeum))
- Az ördög (bemutató: 2001. november 9. Gárdonyi Géza Színház)
- Rómeó és Júlia (bemutató: Magyar Színház)
- Sade márkiné (bemutató: 2001. április 7. Magyar Színház)
- Sok hűhó semmiért (bemutató: 2001. január 19. Szigligeti Színház)
- A szerelmes nagykövet (bemutató: 2008. április 18. Budaörsi Játékszín)
- A szókimondó asszonyság (bemutató: 2007. február 16. Budaörsi Játékszín)
- Tangó (bemutató: 2004. november 26. Magyar Színház)
- Tímbilding (bemutató: 2009 nyara Gellért Gyógyfürdő)
- Vágy a szilfák alatt (bemutató: 2004. április 27. Budaörsi Játékszín)
- Vízkereszt, vagy amit akartok (bemutató: 2002. december 20. Magyar Színház)

## Díjai
- Story Ötcsillag-díj (2008)
- Zenthe-díj (2008)
- Jászai Mari-díj (2019)
- Széchenyi-örökség Okmánya (2021)[8]
- Iglódi István-emlékgyűrű (2021)[9]
- Érdemes művész (2022)[10]